# Taismary Agüero
Taismary Agüero Leiva Botteghi (ur. 5 marca 1977 w Sancti Spíritus) – włoska siatkarka kubańskiego pochodzenia. Od 2007 r.reprezentantka Włoch. Wielokrotnie reprezentowała Kubę, pierwsze powołanie do kadry seniorek otrzymała w wieku zaledwie 16 lat. Z reprezentacją Kuby zdobyła dwukrotnie złoty medal igrzysk olimpijskich w 1996 roku w Atlancie i w 2000 w Sydney, a także złoty medal mistrzostw świata w 1998 roku. Agüero może grać na pozycji atakującej i przyjmującej, w karierze juniorskiej, a także seniorskiej była rozgrywającą. W 2006 wyszła za mąż, za Alessio Botteghi włoskiego fizjoterapeutę, dzięki czemu w 2007 otrzymała włoskie obywatelstwo. Podczas Igrzysk Olimpijskich 2008 w Pekinie zmarła jej chora na raka matka. Taismary w trakcie turnieju udała się do Bonn, gdzie starała się o wizę, dzięki której mogła spędzić ostatnie chwilę z matka, ale jej nie dostała. W jej sprawie interweniował minister spraw zagranicznych Włoch, ale było już za późno. W 2006 nie mogła uczestniczyć w pogrzebie zmarłego ojca.

## Sukcesy klubowe
Puchar Włoch:
- 1999, 2003, 2005, 2010, 2011

Puchar Europy Zdobywczyń Pucharów:
- 2000

Mistrzostwo Włoch:
- 2003, 2005
- 2010, 2011
- 2000, 2002, 2007

Liga Mistrzyń:
- 2004

Puchar CEV:
- 2005
- 2007

Superpuchar Włoch:
- 2005

Puchar Top Teams:
- 2006

Mistrzostwo Turcji:
- 2009
- 2008

## Sukcesy reprezentacyjne
Mistrzostwa Świata Juniorek:
- 1993

Grand Prix:
- 1993, 2000
- 1994, 1996, 1997
- 1995, 1998, 2007, 2008

Puchar Wielkich Mistrzyń:
- 1993
- 1997

Mistrzostwa Świata:
- 1994, 1998

Igrzyska Panamerykańskie:
- 1995
- 1999

Mistrzostwa Ameryki Północnej, Środkowej i Karaibów:
- 1995, 1997, 1999

Puchar Świata:
- 1995, 1999, 2007

Igrzyska Olimpijskie:
- 1996, 2000

Volley Masters Montreux:
- 1998, 1999

Mistrzostwa Europy:
- 2007, 2009

## Nagrody indywidualne
- 1993: MVP, najlepsza rozgrywająca i serwująca Mistrzostw Świata Juniorek
- 1997: Najlepsza rozgrywająca Grand Prix
- 1997: Najlepsza rozgrywająca Pucharu Wielkich Mistrzyń
- 1999: MVP i najlepsza serwująca Pucharu Świata
- 2002: Najlepsza punktująca włoskiej Serie A w sezonie 2001/2002
- 2003: Najlepsza punktująca włoskiej Serie A w sezonie 2002/2003
- 2004: Najlepsza serwująca Final Four Ligi Mistrzyń
- 2005: Najlepsza serwująca Pucharu CEV
- 2006: MVP i najlepsza punktująca Pucharu Top Teams
- 2007: Najlepsza punktująca i atakująca Grand Prix
- 2007: MVP Mistrzostw Europy
- 2010: MVP i najlepsza atakująca Pucharu Włoch
- 2010: MVP włoskiej Serie A w sezonie 2009/2010